# بطولة ويمبلدون 1929
قائمة ببطولات ويمبلدون لسنة 1929:

## فردي رجال
هنري كوهيت هزم  جان بوروترا . النتيجة: 6-4 6-3 6-4

## فردي سيدات
هيلين ويلز مودي هزمت  هيلين هول جاكوبز. النتيجة: 6-1, 6-2